# Silnik spalinowy tłokowy

Silnik gwiazdowy

Silnik spalinowy tłokowy – silnik cieplny o spalaniu wewnętrznym, w którym energia uzyskana w wyniku spalania paliwa zamieniana jest w energię mechaniczną. Spalanie mieszanki odbywa się w komorze spalania. Skonstruowanie pierwszego spalinowego silnika tłokowego datuje się na 1860 rok, jego konstruktorem był Étienne Lenoir.

## Klasyfikacja silników tłokowych
Ze względu na sposób zapłonu, który także decyduje o rodzaju użytego paliwa, silniki spalinowe dzielą się na:
- silniki o zapłonie iskrowym, znane także jako silniki benzynowe (dawniej zwane silnikami gaźnikowymi)
- silniki o zapłonie samoczynnym znane także jako silniki wysokoprężne lub silniki Diesla

Ze względu na rodzaj ruchu organu roboczego silniki spalinowe dzielą się na:
- silniki z tłokiem posuwisto-zwrotnym (w tym silnik rotacyjny)
- silniki z tłokiem obrotowym (silnik Wankla)

Ze względu na układ cylindrów silniki spalinowe dzielą się na:
- silniki rzędowe
- silniki o przeciwległych cylindrach (silniki przeciwbieżne – silnik bokser), układ nazywany też przeciwsobnym
- silniki wielorzędowe, w tym silniki widlaste (w układzie V lub dwurzędowym) oraz silniki w układzie W (lub trzyrzędowym)
- silniki gwiazdowe

Ze względu na liczbę suwów w cyklu roboczym silniki spalinowe dzielą się na:
- silniki dwusuwowe
- silniki czterosuwowe

## Parametry pracy i charakterystyki silników spalinowych tłokowych

### Parametry pracy
| Rodzaj silnika         | Średnica cylindra mm | Liczba cylindrów | Moc nominalna kW | Obroty obr./min | Średnie ciśnienie użyteczne MPa | Minimalne jednostkowe zużycie paliwa g/(kW*h) |
| ---------------------- | -------------------- | ---------------- | ---------------- | --------------- | ------------------------------- | --------------------------------------------- |
| samochodów osobowych   | 60 - 100             | 2 - 16           | 20 - 400         | 4500 - 8500     | 0,6 - 1                         | 290 - 330                                     |
| samochodów ciężarowych | 80 - 130             | 6 - 12           | 50 - 350         | 2200 - 3500     | 0,6 - 0,8                       | 240 - 260                                     |
| maszyn roboczych       | 80 - 150             | 2 - 12           | 10 - 500         | 1800 - 2800     | 0,6 - 0,8                       | 230 - 250                                     |
| kolejowe               | 150 - 300            | 8 - 16           | 1000 - 4000      | 600 - 1500      | 0,6 - 0,8                       | 210 - 240                                     |
| okrętowe               | 200 - 1080           | 4 - 16           | 1000 - 80000     | 85 - 350        | 1,2 - 1,9                       | 170 - 225                                     |

Charakterystyki silnika spalinowego są graficznym przedstawieniem zależności niektórych parametrów pracy silnika w zależności od prędkości obrotowej wału w całym zakresie pracy silnika.

### Parametry konstrukcyjne
Do ważnych parametrów konstrukcyjnych silnika spalinowego wpływających zasadniczo na charakterystyki silnika są:
Średnia prędkość tłoka – decyduje o szybkobieżności silnika.
| Rodzaj silnika                      | Średnia prędkość tłoka m/s |
| ----------------------------------- | -------------------------- |
| silnik o zapłonie iskrowym          | 14 - 18                    |
| silnik o zapłonie samoczynnym       | 9 - 14                     |
| silnik ciągników i maszyn roboczych | 8 - 10                     |

Współczynnik kształtu cylindra. Wyraża się jako stosunek skoku tłoka do średnicy cylindra. Silnik może być krótkoskokowy, jak i długoskokowy. Decyduje o średniej prędkości tłoka i (pośrednio) o liczbie zaworów, jakie można umieścić w jednym cylindrze.
| Rodzaj silnika                | Wskaźnik kształtu cylindra (s/d) |
| ----------------------------- | -------------------------------- |
| silnik o zapłonie iskrowym    | 0,6 - 1,1                        |
| silnik o zapłonie samoczynnym | 0,9 - 1,4                        |

Stopień sprężania. Jest to najistotniejszy parametr konstrukcyjny silnika. Wyraża się jako stosunek objętości komory roboczej w najwyższym i najniższym skrajnym położeniu tłoka. Im większy stopień sprężania, tym wyższa wydajność energetyczna silnika.
| Rodzaj silnika                               | Stopień sprężania |
| -------------------------------------------- | ----------------- |
| silnik o zapłonie iskrowym                   | 7,5 - 13          |
| silnik o zapłonie samoczynnym z doładowaniem | <14 - 18          |
| silnik o zapłonie samoczynnym                | 18 - 24           |

Do najważniejszych parametrów silnika spalinowego należą:
1. Moc użyteczna (efektywna) – moc mierzona na wale napędowym. Różne normy różnie specyfikują warunki pomiaru mocy użytecznej. Jej wielkości mogą się znacznie różnić w zależności od normy użytej. Wielkość mocy można uzyskać z hamowni.
2. Moc nominalna (znamionowa) – moc podawana przez wytwórcę silnika.
3. Moc trwała – największą moc, z jaką silnik może bezpiecznie pracować w sposób ciągły.
4. Moc krótkotrwała – maksymalna moc, jaką silnik może wygenerować w ustalonym przez normę czasie (np. jedna godzina) bez niebezpieczeństwa przegrzania.
5. Prędkość obrotowa wału (obroty) – wielkość podawana w cyklach na minutę, określa zakres bezpiecznej pracy silnika od obrotów minimalnych, poniżej których silnik ulega zadławieniu, do maksymalnych, powyżej których następuje niebezpieczeństwo awarii silnika. Obroty nominalne to te, przy których mierzona jest moc nominalna silnika.
6. Jednostkowe zużycie paliwa – specyfikuje wagową lub objętościową ilość paliwa potrzebną do wykonania określonej pracy.
7. Natężenie zużycia paliwa – objętościowe lub wagowe zużycie paliwa w jednostce czasu w silniku pracującym przy parametrach nominalnych (moc nominalna, obroty nominalne).
8. Natężenie wydzielania spalin – objętościowa lub wagowa emisja gazów spalinowych w jednostce czasu w silniku pracującym przy parametrach nominalnych (moc nominalna, obroty nominalne). Emisja spalin jest klasyfikowana ze względu na udział w nich różnych składników.
9. Minimalne jednostkowe zużycie paliwa – określa objętościową lub wagową ilość paliwa zużytą dla wykonania pracy przy parametrach nominalnych w jednostce czasu.
10. Średnie ciśnienie użyteczne – uśrednione ciśnienie w komorze roboczej podczas spalania mieszanki paliwowej. Jest ono ściśle skorelowane z momentem obrotowym.
11. Sprawność nominalna – sprawność energetyczna silnika pracującego przy nominalnych parametrach pracy.
12. Maksymalny moment obrotowy – maksymalny moment obrotowy na wale silnika.

## Parametry (według PN-93/M-01521) tłokowego silnika spalinowego
- średnica cylindra D
- skok tłoka S
- objętość komory sprężania Vc, przestrzeń między denkiem tłoka a powierzchnią głowicy, gdy tłok osiąga GMP
- objętość skokowa cylindra Vs, objętość cylindra ograniczona położeniami GMP i DMP
- objętość skokowa silnika Vsk, suma wszystkich jego cylindrów Vs
- objętość całkowita cylindra Vt, suma objętości skokowej Vs i sprężania Vc
- stopień sprężania ε, stosunek Vt do Vc

## Układy wspomagające pracę silnika spalinowego
- układ chłodzenia
- układ doładowania
- układ rozruchowy
- układ rozrządu
- układ smarowania
- układ wydechowy
- układ zapłonowy
- układ zasilający